# Franziska Maral
Franziska Maral (* 1978 in der Schweiz) ist eine schweizerisch-deutsche Schauspielerin, Produzentin und Drehbuchautorin. 

## Biografie
Maral wuchs bei Zürich auf und zog 2001 nach Berlin. Dort lernte sie ihren Ehemann, den türkischen Schauspieler Adnan Maral, kennen. Gemeinsam haben sie drei Kinder und leben am Ammersee. 2015 gründeten sie gemeinsam die Produktionsfirma Yalla Production.

## Filmographie (Auswahl)
- 2009: Brüder (Vasha)
- 2017: Zaun an Zaun
- 2019: Servus, Schwiegersohn! (auch Produzentin)
- 2021: Servus, Schwiegermutter! (auch Produzentin)
- 2022: Grillen mit Ali und Adnan (Drehbuch)